# Erroll Garner
Erroll Louis Garner (Pittsburgh, 15 giugno 1921 – Los Angeles, 2 gennaio 1977) è stato un pianista jazz statunitense.

## Biografia
Autodidatta dotato di una tecnica e di un virtuosismo strabilianti e di un notevolissimo senso del ritmo e del tempo, Garner si è guadagnato un posto di rilievo nella storia del pianoforte jazz, anche grazie alle sue concezioni musicali che lo hanno tenuto abbastanza lontano dalle correnti standard del jazz. Fatto questo ancora più notevole se si considera che Garner non sapeva leggere la musica (le orchestre con cui si esibiva spesso assumevano un pianista per suonare a Garner i brani nuovi prima dei concerti).
Ha dimostrato le sue innate capacità pianistiche sin da piccolo, a soli dieci anni ha tenuto una performance alla radio presso un programma riservato ai giovani musicisti. Gli esordi da musicista li consuma a Pittsburgh fino a quando nel 1944 decide di trasferirsi a New York. Dopo una breve collaborazione con il contrabbassista Slam Stewart, ha la sua occasione nel 1947 con il mito del momento: il sassofonista Charlie Parker. Partecipa alla session di Cool Blues e diviene famoso.
Da allora la sua carriera musicale è stata sempre in ascesa e il suo stile si è integrato con il be bop anziché scontrarsi. Ha inciso con le più importanti case discografiche di jazz, il suo brano Misty è diventato uno standard e il suo disco Concert by the Sea rimane uno dei dischi più popolari della storia del jazz.
Nel 2021 Garner ha ricevuto un credito postumo come artista ospite nel brano All Night Parking della cantante Adele, inserito nell'album 30: la versione strumentale di tale brano è stata originariamente prodotta dal produttore discografico Joey Pecoraro nel 2017 con il nome di Finding Parking, il quale ha utilizzato alcuni campionamenti della versione live di No More Shadows, composizione di Garner esibita nel 1964 durante il programma Jazz 625 di BBC One.

## Discografia
- 1944 Overture To Dawn (2lp) - Blue Note (Rist 1995)
- 1945-49 The Elf – The Savoy Sessions (2lp) - Savoy (Rist 1976)
- 1947   Giants of the Piano - Roost, Vogue (altra metà album Art Tatum)
- 1948 - Early in Paris - Bue Music Group
- 1949 - Erroll Garner
- 1950-51 - Long Ago and Far Away - Columbia (Rist 1987)
- 1951 - Body and Soul (1991)
- 1951 - Erroll Garner
- 1951 - Erroll Garner Plays for Dancing
- 1951 - Solo Flight
- 1953 - Erroll Garner
- 1954 - Mambo Moves Garner
- 1954 - Plays Misty
- 1954 - Gems
- 1954 - Music for Tired Lovers
- 1955 - Penthouse Serenade (Savoy, MG 12002; registrazioni del 1945-1949)
- 1955 - Serenade To Laura (Savoy, MG 12003; registrazioni del 1945-1949)
- 1955 - Concert by the Sea (ripubblicato nel 2015 come The Complete Concert By the Sea (3cd)
- 1955 - Contrasts
- 1955 - Garnering
- 1955 - Solitaire
- 1955 - Afternoon of an Elf
- 1956 - The One and Only Erroll Garner
- 1956 - The Most Happy Piano
- 1956 - He's Here! He's Gone! He's Garner!
- 1956 - Gone Garner Gonest
- 1956 - The Greatest Garner
- 1957 - Other Voices
- 1957 - Soliloquy
- 1958 - Erroll Garner – Encores in Hi Fi
- 1958 - Paris Impressions
- 1961 - Erroll Garner One World Concert
- 1962 - Informal Piano Improvisations
- 1963 - A New Kind Of Love
- 1964 - Erroll Garner/Maxwell Davis Trio: Mr. Erroll Garner and the Maxwell Davis Trio
- 1964 - Erroll Garner Plays Gershwin and Kern
- 1964 - Serenade in Blue
- 1964 - Nightconcert (20169
- 1964 - Erroll Garner Amsterdam Concert
- 1965 - Erroll Garner Plays
- 1966 - Campus Concert
- 1967-71 - Ready Take One (Compiation di matrici inedite Columbia Legacy) (2016)
- 1967 - That's my Kick
- 1968 - Up in Erroll's Room – featuring the Brass Band
- 1970 - Feeling is Believing
- 1971 - Gemini
- 1974 - Magician
- 1974 - Play it Again Erroll